# 王笑
王 笑（繁体字中国語: 王 笑、英語: Wang Xiao、オウ・ショウ、1998年10月12日 - ）は、中国の女子ラグビー選手。

## プロフィール
- 中国出身[1]。
- ポジションはプロップ(PR)。
- 身長 180cm、体重 75kg

## 略歴
2024年、パリ五輪の7人制女子中国代表に選ばれた。